# Noranta-tres
El noranta-tres és un nombre natural que segueix el noranta-dos i precedeix el noranta-quatre. S'escriu 93 o XCIII segons el sistema de numeració emprat.

## En altres dominis
- És el nombre atòmic del neptuni
- Designa l'any 93 i el 93 aC
- És el codi telefònic internacional de l'Afganistan

## Fer un noranta-tres
Segons la dactilonomia tradicional persa, el puny tancat correspon al 93. Com que el puny tancat és sinònim de gasiveria, dir que alguna persona “ha fet un noranta-tres” significava en algunes contrades que aquella persona era avara o havia fer alguna acció poc generosa.